# 科爾多瓦足球會乙隊
科爾多瓦足球會乙隊（Córdoba Club de Fútbol B, S.A.D.）是一支位於西班牙安達盧西亞自治區哥多華的職業足球會，目前於西班牙皇家足協丙組聯賽角逐。是科爾多瓦足球會的後備隊。

## 外部連結
- Official website （页面存档备份，存于）
- Futbolme team profile （页面存档备份，存于）